# Татаринов Олександр Васильович
Олександр Васильович Татаринов (рос. Александр Васильевич Татаринов; 14 квітня 1982, м. Свердловськ, СРСР) — російський хокеїст, правий нападник. Майстер спорту.
Вихованець хокейної школи «Спартаковець» (Єкатеринбург), тренер — Г. Чумачек і «Спартак» (Москва), тренер — А. Вірясов. Виступав за «Спартак» (Москва), «Локомотив» (Ярославль), «Кристал» (Саратов), «Амур» (Хабаровськ), «Молот-Прикам'є» (Перм), «Мечел» (Челябінськ), «Хімік» (Воскресенськ), «Металург» (Новокузнецьк), «Дизель» (Пенза), «Автомобіліст» (Єкатеринбург), «Донбас» (Донецьк), ХК «Алмати».
У складі юніорської збірної Росії учасник чемпіонату світу 2000.
Освіта — вища. Закінчив Ярославський педагогічний університет імені Ушинського. Дружина – Анна, домогосподарка. Донька — Яна (2004 р.н.).
Досягнення
- Чемпіон Росії (2002)
- Срібний призер юніорського чемпіонату світу (2000).